# Antianira (princesa)
|  | Aquest article tracta sobre la princesa. Vegeu-ne altres significats a «Antianira (nimfa)». |

Segons la mitologia grega, Antianira (llatí Antianeira, grec Ἀντιάνειρα) fou una filla de Meneci, cabdill d'Opunt. De la seva aventura amorosa amb Hermes, va tenir dos fills, els argonautes Equíon i Èurit. Meneci va repudiar-la quan el seu embarràs va esdevenir visible.